# Championnat sud-américain de football de 1941
Navigation
Pérou 1939 Uruguay 1942
Le Championnat sud-américain de football de 1941 est la seizième édition du championnat sud-américain de football des nations, connu comme la Copa América depuis 1975, qui a eu lieu à Santiago au Chili du 2 février au 4 mars 1941.
Le Chili demande d'accueillir l'édition de ce tournoi afin de célébrer le quatrième centenaire de la fondation de Santiago par Pedro de Valdivia. Par conséquent, cette édition est considérée comme « extra » (aucun trophée n'est remis aux vainqueurs).
Les pays participants sont l'Argentine, le Chili, l'Équateur, le Pérou et l'Uruguay.

## Résultats

### Classement final
Les cinq équipes participantes sont réunies au sein d'une poule unique où chaque formation rencontre une fois ses adversaires. À l'issue des rencontres, l'équipe classée première remporte la compétition.
|   | Équipe    | Pts | J | G | N | P | BP | BC | Diff |
| - | --------- | --- | - | - | - | - | -- | -- | ---- |
| 1 | Argentine | 8   | 4 | 4 | 0 | 0 | 10 | 2  | +8   |
| 2 | Uruguay   | 6   | 4 | 3 | 0 | 1 | 10 | 1  | +9   |
| 3 | Chili     | 4   | 4 | 2 | 0 | 2 | 6  | 3  | +3   |
| 4 | Pérou     | 2   | 4 | 1 | 0 | 3 | 5  | 5  | 0    |
| 5 | Équateur  | 0   | 4 | 0 | 0 | 4 | 1  | 21 | -20  |

| 2 février  | Chili     | 5 | 0 | Équateur |
| 9 février  | Uruguay   | 6 | 0 | Équateur |
| 9 février  | Chili     | 1 | 0 | Pérou    |
| 12 février | Argentine | 2 | 1 | Pérou    |
| 16 février | Argentine | 6 | 1 | Équateur |
| 16 février | Uruguay   | 2 | 0 | Chili    |
| 23 février | Pérou     | 4 | 0 | Équateur |
| 23 février | Argentine | 1 | 0 | Uruguay  |
| 26 février | Uruguay   | 2 | 0 | Pérou    |
| 4 mars     | Argentine | 1 | 0 | Chili    |

### Matchs
| 2 février 1941                                                                                               | Chili                                                  | 5 – 0 | Équateur | Estadio Nacional (Santiago)                            |                                                        |
| | Toro 10e · Sorrel 18e, 78e · Pérez 25e · Contreras 43e | (4 - 0) |          | Spectateurs : 40 000 Arbitrage : José Bartolomé Macías | Spectateurs : 40 000 Arbitrage : José Bartolomé Macías |
| Livingstone - Roa, Ellis - Arancibia, Cabrera ( Sánchez), Pastene - Sorrel, Toro, Contreras, Carvajal, Pérez | Équipes                                                | Molina - Hungría, Laurido - Merino, Romo, Mendoza - Cevallos, Raymondi Chávez, Suárez Rizzo, Alcívar, Freire |          | Spectateurs : 40 000 Arbitrage : José Bartolomé Macías | Spectateurs : 40 000 Arbitrage : José Bartolomé Macías |

| 9 février 1941 | Uruguay                                                            | 6 – 0 | Équateur | Estadio Nacional (Santiago)                     |                                                 |
| | Rivero 9e, 23e, 87e · Gambetta 16e · Porta 39e · Laurido 75e (csc) | (4 - 0) |          | Spectateurs : 70 000 Arbitrage : Alfredo Vargas | Spectateurs : 70 000 Arbitrage : Alfredo Vargas |
| Paz - Cadilla, Cabrera - Delgado ( 59e Martínez), González ( 46e Varela), Gambetta - Porta, Chirimini, Rivero, Álvarez (es), Magliano | Équipes                                                            | Molina ( Santoliva) - Hungría, Laurido - Aguirre, Peralta ( Romo), Mendoza - Cevallos, Raymondi Chávez, Suárez Rizzo, Alcívar, Freire |          | Spectateurs : 70 000 Arbitrage : Alfredo Vargas | Spectateurs : 70 000 Arbitrage : Alfredo Vargas |

| 9 février 1941                                                                                                   | Chili     | 1 – 0 | Pérou | Estadio Nacional (Santiago)                            |                                                        |
| | Pérez 20e | (1 - 0) |       | Spectateurs : 70 000 Arbitrage : José Bartolomé Macías | Spectateurs : 70 000 Arbitrage : José Bartolomé Macías |
| Livingstone - Roa, Vidal - Flores, Cabrera ( Sánchez), Trejos - Sorrel, Toro, Domínguez ( Carvajal), Ruiz, Pérez | Équipes   | Honores - Luna, Perales - Lobatón, G. Arce, Portal - Quiñónez ( Hurtado), Magán, T. Fernández, Magallanes, Morales |       | Spectateurs : 70 000 Arbitrage : José Bartolomé Macías | Spectateurs : 70 000 Arbitrage : José Bartolomé Macías |

| 12 février 1941                                                                                  | Argentine      | 2 – 1 | Pérou        | Estadio Nacional (Santiago)                     |                                                 |
|                                                                                                  | Moreno 2e, 72e | (1 - 0) | Socarraz 53e | Spectateurs : 45 000 Arbitrage : Alfredo Vargas | Spectateurs : 45 000 Arbitrage : Alfredo Vargas |
| Estrada - Salomón, Alberti - Esperón, Minella, Sbarra - Belén, Moreno, Marvezzi, Sastre, Arregui | Équipes        | Honores - Quispe, Perales - Janneau ( Lobatón), V. Arce, Portal ( Jordán) - Quiñónez ( Magallanes), Socarraz, T. Fernández, Vallejas, Morales |              | Spectateurs : 45 000 Arbitrage : Alfredo Vargas | Spectateurs : 45 000 Arbitrage : Alfredo Vargas |

| 16 février 1941                                                                                                   | Argentine                                    | 6 – 1 | Équateur   | Estadio Nacional (Santiago)                    |                                                |
| | Marvezzi 3e, 17e, 28e, 39e, 59e · Moreno 30e | (5 - 0) | Freire 47e | Spectateurs : 70 000 Arbitrage : Aníbal Tejada | Spectateurs : 70 000 Arbitrage : Aníbal Tejada |
| Gualco ( 78e Estrada) - Salomón, Alberti - Colombo, Minella, Sbarra - Pedernera, Moreno, Marvezzi, Sastre, García | Équipes                                      | Santoliva ( Molina) - Hungría ( Angulo), Laurido - Garnica, Peralta, Mendoza - Cevallos, Raymondi Chávez ( Stacey), Suárez Rizzo, Alcívar, Freire |            | Spectateurs : 70 000 Arbitrage : Aníbal Tejada | Spectateurs : 70 000 Arbitrage : Aníbal Tejada |

| 16 février 1941 | Uruguay                    | 2 – 0 | Chili | Estadio Nacional (Santiago)                            |                                                        |
| | Cruche 35e · Chirimini 78e | (1 - 0) |       | Spectateurs : 70 000 Arbitrage : José Bartolomé Macías | Spectateurs : 70 000 Arbitrage : José Bartolomé Macías |
| Paz - Cadilla, Romero - Martínez, Varela ( 85e González), Gambetta - Porta, Cruche ( Chirimini), Rivero, Riephoff, Magliano | Équipes                    | Livingstone - Roa, Vidal ( 46e Cortés) - Flores, Cabrera, Trejos - Sorrel, Toro, Domínguez ( 46e Carvajal), Ruiz, Medina |       | Spectateurs : 70 000 Arbitrage : José Bartolomé Macías | Spectateurs : 70 000 Arbitrage : José Bartolomé Macías |

| 23 février 1941                                                                                              | Pérou                                     | 4 – 0 | Équateur | Estadio Nacional (Santiago)                             |                                                         |
| | T. Fernández 25e, 32e, 48e · Vallejas 36e | (3 - 0) |          | Spectateurs : 48 000 Arbitrage : Víctor Francisco Rivas | Spectateurs : 48 000 Arbitrage : Víctor Francisco Rivas |
| Honores - Quispe, Perales - Lobatón, G. Arce, Portal - Hurtado, Socarraz, T. Fernández, Vallejas, Magallanes | Équipes                                   | Molina - Hungría, Laurido - Merino, Peralta, Mendoza - Cevallos, Raymondi Chávez, Suárez Rizzo, Herrera ( Alcívar), Freire |          | Spectateurs : 48 000 Arbitrage : Víctor Francisco Rivas | Spectateurs : 48 000 Arbitrage : Víctor Francisco Rivas |

| 23 février 1941 | Argentine  | 1 – 0 | Uruguay | Estadio Nacional (Santiago)                     |                                                 |
| | Sastre 53e | (0 - 0) |         | Spectateurs : 48 000 Arbitrage : Alfredo Vargas | Spectateurs : 48 000 Arbitrage : Alfredo Vargas |
| Estrada - Salomón ( 86e Coletta), Alberti - Colombo, Minella ( 40e Videla), Sbarra - Pedernera, Moreno, Marvezzi, Sastre, García | Équipes    | Paz - Cadilla, Romero - Martínez, Varela ( 76e González), Gambetta - Porta, Medina ( 73e Chirimini), Rivero, Riephoff, Magliano |         | Spectateurs : 48 000 Arbitrage : Alfredo Vargas | Spectateurs : 48 000 Arbitrage : Alfredo Vargas |

| 26 février 1941 | Uruguay                   | 2 – 0 | Pérou | Estadio Nacional (Santiago)                            |                                                        |
| | Riephoff 37e · Varela 70e | (1 - 0) |       | Spectateurs : 20 000 Arbitrage : José Bartolomé Macías | Spectateurs : 20 000 Arbitrage : José Bartolomé Macías |
| Paz ( 88e Carvidón) - Cadilla, Romero - Martínez, Varela, Gambetta - Porta, Chirimini ( 22e Cruche), Rivero, Riephoff, Magliano | Équipes                   | Honores - Quispe, Perales - Lobatón, G. Arce ( A. González), Jordán - Quiñónez, Socarraz, T. Fernández, Magán, Magallanes · |       | Spectateurs : 20 000 Arbitrage : José Bartolomé Macías | Spectateurs : 20 000 Arbitrage : José Bartolomé Macías |
| |                           | |       |                                                        |                                                        |

| 4 mars 1941                                                                                          | Argentine  | 1 – 0 | Chili | Estadio Nacional (Santiago)                    |                                                |
| | García 71e | (0 - 0) |       | Spectateurs : 70 000 Arbitrage : Aníbal Tejada | Spectateurs : 70 000 Arbitrage : Aníbal Tejada |
| Estrada - Salomón, Alberti - Videla, Batagliero, Sbarra - Pedernera, Moreno, Arrieta, Sastre, García | Équipes    | Livingstone - Roa, Vidal - Flores, Cabrera, Trejos ( Pastene) - Muñoz ( Sorrel), Toro, Carvajal, Contreras, Pérez |       | Spectateurs : 70 000 Arbitrage : Aníbal Tejada | Spectateurs : 70 000 Arbitrage : Aníbal Tejada |

| Championnat sud-américain de football de 1941 - Vainqueur Argentine 6e titre |

## Meilleurs buteurs
5 buts
- Juan Marvezzi

3 buts
- José Manuel Moreno
- Teodoro Fernández
- Ismael Rivero

2 buts
- Raúl Pérez
- Enrique Sorrel